# Kwerba jezici
Kwerba jezici (privatni kod: kwer; isto i Kauwerawet), skupina od sedam papuanskih jezika koji se danas klasificiraju porodici tor-kwerba a govore se na indonezijskom dijelu Nove Gvineje. Prema starijoj kalsifikacij činili su dio transnovogvinejske porodice. Zajedno sa skupinama isirawa (1) i mawes (1) čine veliku kwerba porodicu i s orya-tor jezicima porodicu tor-kwerba.
U prave kwerba jezike spadaju:
a. Nuklearni (5): bagusa [bqb], kauwera [xau], kwerba [kwe], kwerba mamberamo [xwr] i trimuris [tip]
b. Zapadnoobalni (2): airoran [air] i samarokena [tmj]

## Vanjske poveznice
- Ethnologue (14th)
- Ethnologue (15th)